# Оттогенріх Юнкер
Оттогенріх Юнкер (нім. Ottoheinrich Junker; 12 липня 1905, Фрайбург — 28 липня 2000) — німецький офіцер-підводник, фрегаттен-капітан крігсмаріне. Кавалер Німецького хреста в золоті.

## Біографія
В 1924 році вступив на флот. З 25 липня 1936 по 28 жовтня 1938 року — командир підводного човна U-33, після чого 4 роки служив в командуванні випробування торпед. З 11 листопада 1942 року — командир U-532, на якому здійснив 4 походи (разом 400 днів у морі). 13 травня 1945 року човен здався в Англії. В лютому 1948 року Юнкер був звільнений з полону.
Всього за час бойових дій потопив 8 кораблів загальною водотоннажністю 46 895 тонн і пошкодив 2 кораблі загальною водотоннажністю 13 128 тонн.
| Дата            | Назва корабля                 | Тип               | Тоннаж | Вантаж | Екіпаж | Загинули | Країна             | Конвой |
| --------------- | ----------------------------- | ----------------- | ------ | --- | ------ | -------- | ------------------ | ------ |
| 19 вересня 1943 | Fort Longueuil                | Торговий пароплав | 7,128  | 8475 тонн фосфатів | 59     | 57       | Британська імперія |        |
| 29 вересня 1943 | Banffshire                    | Торговий пароплав | 6,479  | 4700 тонн кокосової олії, копри, плюмбаго, гуми і чаю                                                                            | 100    | 1        | Британська імперія |        |
| 1 жовтня 1943   | Tahsinia                      | Торговий теплохід | 7,267  | 7038 тонн генеральних вантажів, включаючи чай, марганцеву руду і чавун                                                           | 48     | 0        | Британська імперія |        |
| 11 жовтня 1943  | Jalabala                      | Торговий пароплав | 3,610  | 2000 тонн копри і 1800 тонн генеральних вантажів                                                                                 | 77     | 5        | Британська Індія   | MB-50  |
| 20 жовтня 1943  | British Purpose (пошкоджений) | Тепловий танкер   | 5,845  | 8000 тонн моторного бензину і гасу                                                                                               | 60     | 0        | Британська імперія | BM-71  |
| 11 січня 1944   | Triona (пошкоджений)          | Торговий пароплав | 7,283  | Баласт | ?      | 0        | Британська імперія |        |
| 26 січня 1944   | Walter Camp                   | Торговий пароплав | 7,176  | 7000 тон генеральних вантажів і продовольства та палубний вантаж (баржі, причепи, транспортні засоби, крани і землерийні машини) | 70     | 0        | США                |        |
| 27 березня 1944 | Tulagi                        | Торговий теплохід | 2,281  | 1850 тонн борошна і 380 мішків пошти                                                                                             | 54     | 47       | Британська імперія |        |
| 10 березня 1945 | Baron Jedburgh                | Торговий пароплав | 3,656  | 4000 тонн генеральних вантажів і 3000 тонн жерсті та мастила                                                                     | 59     | 1        | Британська імперія |        |
| 28 березня 1945 | Oklahoma                      | Паровий танкер    | 9,298  | 103 199 барелів бензину і гасу                                                                                                   | 72     | 50       | США                |        |

## Звання
- Морський кадет (19 червня 1925)
- Фенріх-цур-зее (1 квітня 1926)
- Лейтенант-цур-зее (1 жовтня 1928)
- Оберлейтенант-цур-зее (1 липня 1930)
- Капітан-лейтенант (1 липня 1935)
- Корветтен-капітан (1 серпня 1939)
- Фрегаттен-капітан (1 червня 1943)

## Нагороди
- Медаль «За вислугу років у Вермахті» 4-го і 3-го класу (12 років)
- Залізний хрест 2-го і 1-го класу
- Нагрудний знак підводника
- Німецький хрест в золоті (19 квітня 1944)